# Alberto Tamagnini
Alberto Tamagnini (* 31. August 2002 in Savona, Italien) ist ein san-marinesischer Skirennläufer. Er startet hauptsächlich in den technischen Disziplinen Riesenslalom und Slalom. 

## Karriere
Tamagnini gab sein internationales Renndebüt am 11. Dezember 2018 bei einem FIS-Riesenslalom in Kronplatz. Weniger Monate später nahm er an seinem ersten internationalen Großereignis teil. Beim Europäischen Olympischen Winter-Jugendfestival in Sarajevo belegte er als beste Platzierung den 52. Rang im Slalom. Eine Steigerung gelang ihm im darauffolgenden Jahr bei den Olympischen Jugend-Winterspielen in Lausanne. Dort war sein bestes Ergebnis der 35. Platz im Slalom.
2021 nahm er an seinem ersten Großereignis in der Erwachsenenklasse, den Weltmeisterschaften in Cortina d’Ampezzo, teil. Auch hier erreichte er einen 35. Rang als bestes Ergebnis.
Abgesehen von internationalen Großereignissen startet Tamagnini hauptsächlich bei Junioren- und FIS-Rennen in Italien.

## Erfolge

### Weltmeisterschaften
- Cortina d’Ampezzo 2021: 35. Slalom, 66. Riesenslalom
- Courchevel/Méribel 2023: 75. Riesenslalom, DNF Slalom

### Juniorenweltmeisterschaften
- Val di Fassa 2019: 82. Riesenslalom, DNF Slalom

### Olympische Jugend-Winterspiele
- Lausanne 2020: 35. Slalom, 45. Riesenslalom

### Weitere Erfolge
- 3 Platzierungen unter den besten 30 bei FIS-Rennen